# Tragikus tíz nap
Tragikus tíz napnak (spanyolul: Decena Trágica) a mexikói forradalom 1913. február 9-től február 18-ig tartó időszakát nevezik. Ezekben a napokban véres harcok dúltak Mexikóváros utcáin a Francisco Ignacio Madero kormányát megdönteni akaró lázadók és a kormányerők között. A több ezer halottat követelő összecsapások során a felkelők közül életét vesztette többek között Bernardo Reyes és Gregorio Ruiz, a kormánypártiak közül az elnök öccse, Gustavo Adolfo Madero, néhány nappal később pedig meggyilkolták magát az elnököt és José María Pino Suárez alelnököt is. Az amerikai kormány által nagykövetükön, Henry Lane Wilsonon keresztül is támogatott lázadást lezáró paktum Victoriano Huertát juttatta az elnöki székbe.

## Előzmények
Az 1910-ben Porfirio Díaz kormánya ellen kitört maderista forradalom 1911-re megdöntötte Díaz hatalmát, és az év végi választást Francisco Ignacio Madero nyerte meg. Ám ahogy teltek a hónapok, egyre többen fordultak szembe az új kormánnyal: egyrészt a forradalmárok egyes csoportjai (köztük a zapatisták, akik úgy vélték, Madero nem váltotta be a hozzá fűzött reményeket, sőt, elárulta a forradalmi eszméket, mivel nem rendezte a parasztság helyzetét, az ígért földosztás is elmaradt), másrészt egyre jobban megerősödtek a régi rendszert visszasíró nagybirtokosok, bankárok és kereskedők, akik a sajtóra is nagy hatással voltak, így a közvélemény jelentős részét is Madero ellen tudták hangolni. Szintén a kormányellenességet erősítette az Amerikai Egyesült Államok: William Howard Taft elnök Henry Lane Wilson nagykövet segítségével támadta Maderót, sőt, azt is kifejezésre juttatta, hogy csak úgy kerülhető el egy nagyobb konfliktus az USA-val, ha a mexikói elnök lemond.
Bernardo Reyes már 1911-ben lázadást robbantott ki a kormány ellen, de azt leverték, vezetőjét pedig elfogták és bebörtönözték. Ugyanígy járt 1912-ben Veracruzban Félix Díaz, Porfirio Díaz unokaöccse is. 1912 októberében Manuel Mondragón, Gregorio Ruiz és Cecilio Ocón Kuba fővárosába, Havannába utazott, ahol egy újabb felkelést kezdtek megtervezni, majd hamarosan visszatértek Mexikóba. A lázadást február elején robbantották ki.

## A tíz nap története

### A felkelés kezdete
1913. február 9-én hajnali 2 órakor a tlalpani Escuela Militar de Aspirantes katonai iskola diákjai tisztjeik parancsára vonatokra szálltak és megközelítették a belvárost. A Zócalo térhez érve megszállták a környék legmagasabb épületeit, többek között a székesegyház tornyait is. Eközben Mondragón és két társa katonák egy másik csoportjával a Santiago Tlaltelolcó-i börtönhöz vonult, ahol Bernardo Reyest tartották fogva, és az őrséget arra kényszerítették, engedjék szabadon Reyest. Miután ez megtörtént, a frissen szabadult foglyot nevezték ki a felkelés vezetőjévé, aki azonnal úgy rendelkezett, a Penitenciaria börtönhöz is vonuljanak oda Félix Díaz kiszabadításáért. Így is történt: a börtön igazgatóját megfenyegették, ezért Díazt is elengedték. A felkelők ezek után a Zócalo tér mellett álló Nemzeti Palotához (Palacio Nacional) indultak. A kormányhű Lauro Villar tábornok csapatai azonban addigra megszállták a palotát, a tér háztetőit pedig nagyrészt megtisztították az Aspirantes csapataitól (bár a templomtornyokban ott maradtak).
Amikor Reyes emberei a Seminario és a Moneda utcák sarkára értek, megálltak, és Ruizt Villarhoz küldték tárgyalni, akit azonban, ahogy megérkezett a palota bejáratához, elfogtak. Ugyancsak a palotához vonult Bernardo Reyes, vele tartott Manuel Velázquez, Jesús Zozaya, valamint Mendoza, Romero, López, Escoto és Zurita kapitány és több civil, köztük fia, Rodolfo Reyes is. Bár Velázquez figyelmeztette Reyest, hogy ne menjenek tovább, a vezér bízott abban, hogy Villarral való régi barátságuk elég lesz ahhoz, hogy meggyőzze a palota védőit, álljanak át a felkelőkhöz. Nem így történt azonban: amikor odaértek az épülethez, Villar a lóról való leszállásra akarta kényszeríteni Reyest, aki erre nem volt hajlandó. A következő percekben lövöldözés kezdődött, az első lövések egyike megölte Reyest is, de sok halott volt mindkét oldalon, ráadásul az akkor még fákkal borított téren összegyűlt kíváncsiskodó emberek közül is sokakat halálos találat ért.
A harcban Villar nyaksérülést és kulcscsonttörést szenvedett, vérvesztesége miatt pedig a katonai kórházba kellett szállítaniuk. Emiatt új parancsnokot is kellett kinevezni a védelmi erők élére: a választás annak ellenére Victoriano Huertára esett, hogy múltja miatt többen nem bíztak benne, a vezetés átadásakor maga Villar is háromszor figyelmeztette embereit, hogy legyenek óvatosak Huertával.
A távolabb várakozó Mondragón és Díaz az eseményeket látva visszafordult, és a mintegy két kilométerre nyugati-délnyugati irányban található Ciudadela felé vette az irányt. Az épületet védő Villarreal tábornokot megadásra kényszerítették, és új főhadiszállásukat itt rendezték be.

### A Hűség Menete

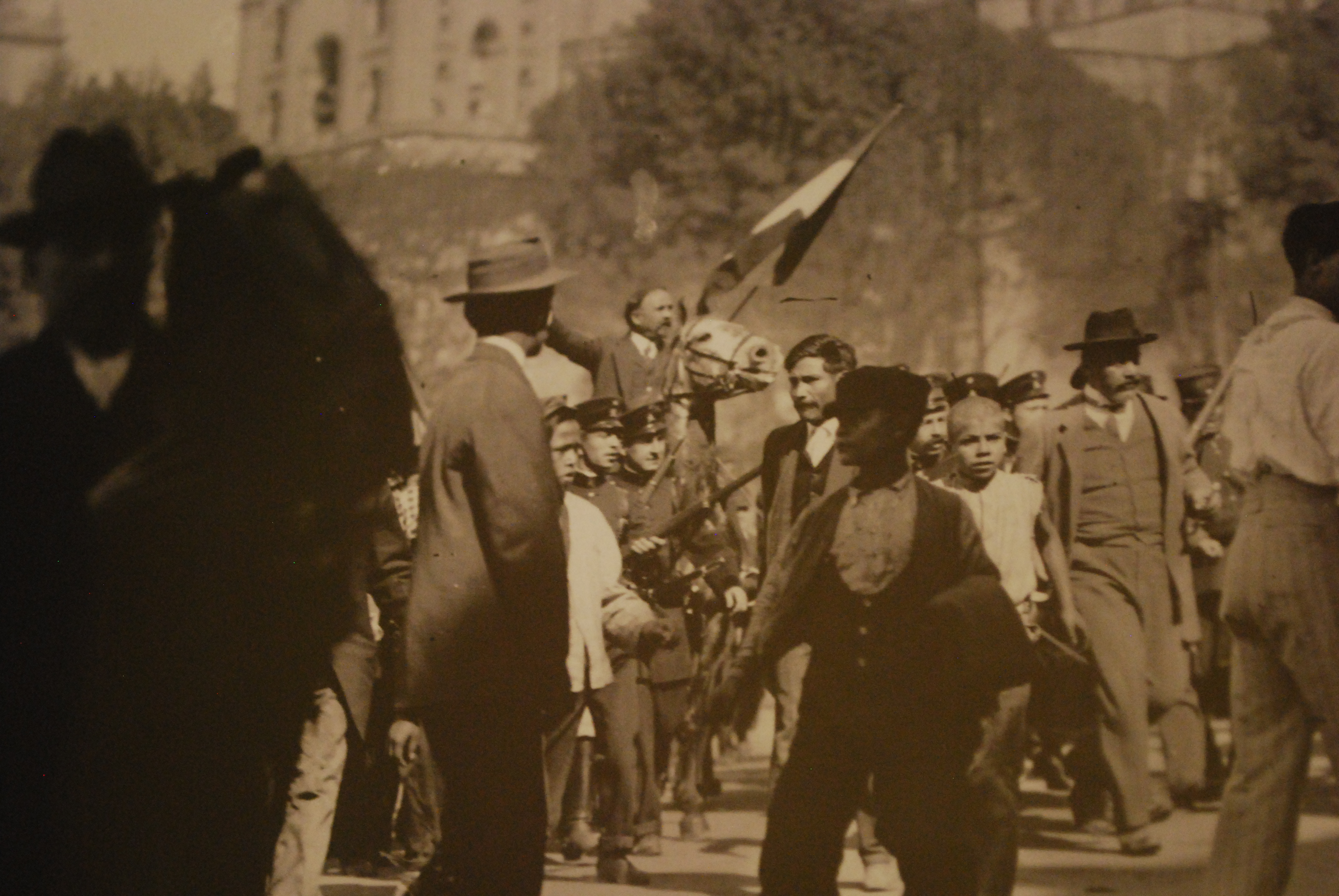
Francisco I. Madero elnök A Hűség Menetén

Eközben Madero elnök a még több mint 3 km-rel nyugatabbra elhelyezkedő Chapultepecben tartózkodott, itt kapta meg a híreket a felkelésről. Magához rendelte Víctor Hernández Covarrubiast, a Colegio Militar katonai iskola igazgatóhelyettesét, és közreműködését kérte abban, hogy egy katonai díszmenetben átvonulhassanak a Nemzeti Palotába, szavai szerint azért, hogy megmutassák az országnak, hogy legyőzték a felkelőket. Ezt a menetet nevezték Marcha de la Lealtadnak, azaz A Hűség Menetének.
Miután a katonanövendékek összekészültek, megjelent köztük az elnök egy lovon ülve, valamint Ángel García Peña hadügyminiszter. A sereg a Paseo de la Reforma sugárúton indult kelet-északkeleti irányba, majd amikor elérték a Guardiola-kertet (valahol a mai Alameda Central környékén), szétváltak: egy részük a 5 de mayo, másik részük a San Francisco és a Plateros (mai nevén Francisco I. Madero), a fősereg pedig a 16 de septiembre utcán indult a nyugati irányban fekvő Nemzeti Palotához. Amikor a Los Leones nevű épülethez értek, a Mutua nevű, az 5 de mayo utcán álló épületből lövéseket adtak le az elnök irányába, ám nem találták el. Madero leszállt a lóról, és a Daguerre épületébe húzódott be, majd katonái megtisztították a Mutua épületét a lázadóktól. Miután a Zócalo környéke is teljesen a kormányerőké lett, az elnök és a menet továbbindult, és hamarosan megérkeztek a Nemzeti Palotába. A korábban elfogott Gregorio Ruizt a Jardin de la Emperatriz nevű kertbe kísérték és agyonlőtték.

### Victoriano Huerta árulása

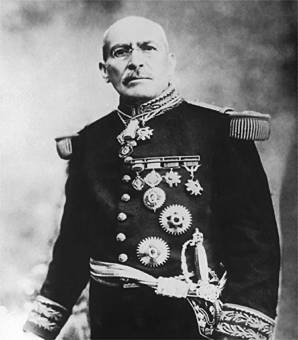
Victoriano Huerta

A következő napokban folytatódtak az utcai harcok, Madero magához hívatta a Cuernavacában tartózkodó Felipe Ángelest és a hozzá hű erőket is. A végig a Madero-kormány ellen tevékenykedő amerikai nagykövet, Henry Lane Wilson február 10-én azt sürgette, hogy az USA hadihajói közelítsék meg a mexikói partokat, 15-én pedig felszólította az elnököt és az alelnököt, hogy mondjanak le. Ők ezt nem tették meg.
Ezalatt az elnök védelmét biztosítő erők vezetésével megbízott Victoriano Huerta folyamatosan közeledett a lázadókhoz, többször is titokban találkozott és tárgyalt Félix Díazszal, végső megegyezésükre február 16-án került sor. Másnap az elnök öccse, Gustavo Adolfo Madero és Jesús Urueta azonban rajtaütött Huertán, elfogták, lefegyverezték, és az elnök elé kísérték, akinél azzal vádolták, hogy összeesküvést sző ellene. Huerta tagadta a vádakat, és időt kért, hogy bizonyíthasson: azt ígérte, 24 órán belül leszámol a felkelőkkel. Madero elnök hitt neki, és szabadon engedte.
Másnap reggel azonban Huerta közreműködésével az elnököt és José María Pino Suárez alelnököt elfogták a palotában, és ugyanerre a sorsra jutott a Zócalo közelében található Gambrinus étteremben tartózkodó Gustavo Madero is. Őt először egy ruhásszekrénybe zárták, majd átszállították a Ciudadelába, végül az ott részegen tomboló katonaseregbe lökték. Először véresre verték, majd egy szuronnyal kiszúrták a szemét, végül agyonlőtték.
Wilson felajánlotta az amerikai nagykövetség épületét arra, hogy Díazék és Huertáék itt gyűljenek össze és tárgyalják meg a következő lépéseket. Az itt született megállapodás, amit Pacto de la Embajada (Nagykövetségi Paktum) néven emlegetnek, azt tartalmazta, hogy Huertát ideiglenes elnökké nevezik ki (aki majd hamarosan választásokat hív össze), a kormányt pedig Díaz emberei fogják alkotni, de maga Díaz nem visel semmilyen tisztséget, hogy indulhasson az elnökválasztáson.

## Következmények
A paktum másnapján, február 19-én összeült az országgyűlés, és ismertették, hogy Madero és Pino Suárez lemondott. A törvények szerint ilyen esetben automatikusan a külügyminiszter, jelen esetben Pedro Lascuráin Paredes válik elnökké, ő azonban mindössze 45 percig tartó elnöksége során semmi mást nem tett, mint hogy kinevezte belügyminiszterré Victoriano Huertát, majd lemondott. A törvények rendelkezései miatt ettől kezdve Huertát illette az elnöki cím.
A foglyul ejtett Maderónak és Pino Suáreznek azt ígérték, hamarosan Veracruzba szállítják őket, hogy onnan száműzetésbe vonulhassanak, azonban február 22-én a Lecumberri-palotához vitték őket, ahol az autóból kiszállva lelőtték őket.
Huerta 17 hónapos kormányzása később diktatúrává alakult, mivel feloszlatta a kongresszust, de a korábbi forradalmárok több csoportja összefogott és harcot indított ellene.